# Berlin (condado de Green Lake, Wisconsin)
Berlin es un pueblo ubicado en el condado de Green Lake en el estado estadounidense de Wisconsin. En el Censo de 2010 tenía una población de 1.140 habitantes y una densidad poblacional de 14,7 personas por km².

## Geografía
Berlin se encuentra ubicado en las coordenadas 43°56′8″N 88°56′15″O / 43.93556, -88.93750. Según la Oficina del Censo de los Estados Unidos, Berlin tiene una superficie total de 77.53 km², de la cual 76.06 km² corresponden a tierra firme y (1.9%) 1.47 km² es agua.

## Demografía
Según el censo de 2010, había 1.140 personas residiendo en Berlín. La densidad de población era de 14,7 hab./km². De los 1.140 habitantes, Berlin estaba compuesto por el 98.07% blancos, el 0.18% eran afroamericanos, el 0% eran amerindios, el 0.26% eran asiáticos, el 0% eran isleños del Pacífico, el 1.05% eran de otras razas y el 0.44% pertenecían a dos o más razas. Del total de la población el 3.16% eran hispanos o latinos de cualquier raza.